# Андреас Кіссер
Андреас Рудольф Кіссер (порт. Andreas Rudolf Kisser, нар. 24 серпня 1968) — бразильський гітарист, пісняр і продюсер. Найбільш відомий як гітарист гурту Sepultura, в котрому був задіяний від 1987-го року.